# 肉体関係 part2 逆featuring クレイジーケンバンド
「肉体関係 part 2 逆featuring クレイジーケンバンド」（にくたいかんけいパートツー ぎゃくフィーチャリング クレイジーケンバンド）は、RHYMESTERが2002年10月9日に発売したシングル。発売元はKi/oon Records。

## 収録曲
1. 肉体関係 part 2 逆featuring クレイジーケンバンド（5：43）[1]
作詞：S.Sasaki, D.Sakama, J.Yamamoto, 横山剣
作曲：横山剣
  - テレビ東京系『JAPAN COUNTDOWN』2002年10月度オープニングテーマ[2]。
  - CRAZY KEN BANDが2001年に発売したシングル「肉体関係」に、RHYMESTERが新たに詞を加えたカバー楽曲。
  - ゲストボーカル・演奏にオリジナル制作者であるCRAZY KEN BANDをfeaturingしたことから、"逆featuring"と名づけられている。
2. 肉体関係 part 2 逆featuring クレイジーケンバンド (Instrumental)（5：43）[1]

## 収録アルバム
RHYMESTER
- ウワサの伴奏-And The Band Played On- (2002年10月23日)
- メイドインジャパン〜THE BEST OF RHYMESTER〜 (2007年1月31日)

CRAZY KEN BAND
- クレイジーケンバンド・ベスト 鶴 (2010年2月24日)